# Grusknatten
Grusknatten är en kulle i Antarktis. Den ligger i Östantarktis. Norge gör anspråk på området. Toppen på Grusknatten är 1 448 meter över havet.
Terrängen runt Grusknatten är platt norrut, men söderut är den kuperad. Trakten är obefolkad. Det finns inga samhällen i närheten.